# Joseph Gottlieb Koelreuter
Joseph Gottlieb Koelreuter (även skrivet Koehlreuter samt Kölreuter), född den 27 april 1733 i Sulz am Neckar, död den 11 november 1806 i Karlsruhe, var en tysk genetiker och botanist.

## Biografi
Koelreuter var 1755–1761 adjunkt och från 1764 professor i naturhistoria och direktör för botaniska trädgården i Karlsruhe. Han bevisade könsskillnad hos växter och utförde korsningsförsök med bland annat tobak, samt påvisade vikten av pollinering medelst insekter eller vind.
Kinesträdet (Koelreuteria paniculata) och en art av slamkrypare (Periopthtalmus koelreuteri) (Pallas, 1770) är uppkallade efter Koelreuter.
Auktorsnamnet Kölr. kan användas för Joseph Gottlieb Koelreuter i samband med ett vetenskapligt namn inom botaniken; se Wikipediaartiklar som länkar till auktorsnamnet.